# Hip voor Nop
Hip voor Nop was een Nederlands modeprogramma uitgezonden door de Evangelische Omroep op Zapp. Het programma draaide om twee vriendinnen die op goedkope wijze aan 'nieuwe' kleding en een nieuwe uitstraling proberen te komen. De presentatie was in handen van Anne-Mar Zwart.

## Het programma
In Hip voor Nop hielp presentatrice Anne-Mar Zwart twee vriendinnen op goedkope wijze aan 'nieuwe' kleding en een nieuwe uitstraling. Hun nieuwe aankleding bestaat uit een aantal kledingstukken uit de eigen kleerkast gecombineerd met een of meer kledingstukken van een vriend of familielid. Hierbij konden ook kledingstukken gebruikt worden die aanvankelijk als miskoop werden beschouwd. Vervolgens werd er met hulp van een aantal stylisten een geschikte uitstraling gecreëerd.
Aanvankelijk waren deze nieuw gemaakte kleren bestemd voor een speciale gelegenheid. In het zesde seizoen werd het format echter vernieuwd en verschoof de focus naar het ontdekken van de kledingstijl van de twee vriendinnen. Het einde van iedere uitzending werd gevormd door de vriendinnen die het Hip voor Nop-atelier in hun nieuwe outfit verlieten. Tot seizoen 5 eindigde het programma met de catwalk, waarbij de vriendinnen hun nieuwe uitstraling toonden aan familie en vrienden. Deze catwalk keerde terug in seizoen 7 in 2019.
Het doel van Hip voor Nop was de duurzaamheid en het hergebruik van kleding te bevorderen, aangezien er in Nederland vele miljoenen kilo's nog bruikbaar textiel worden weggegooid.

## Rubrieken
Het programma bevatte een aantal terugkerende onderdelen. In het eerste seizoen werd een bezoek gebracht aan een school om scholieren te interviewen over hun kledingstijl. In seizoen twee werd dit onderdeel vervangen door het pashokje, waar onderwerpen besproken werden die typisch meisjes aangaan. Verder was er ook een onderdeel waarin een bekende Nederlander liet zien wat hij of zij aan kleding heeft.
In 2015 kwam er een sketch genaamd "Beautyteam Boys Know It Best Wel" waarin twee jongensduo's meisjes adviseerden over hoe dagelijkse problemen kunnen worden opgelost. In 2016 werd dit "Hip voor Nop: By Boys"; het concept bleef verder onveranderd.
In 2017 werd het programma inhoudelijk veranderd en kwamen er ook nieuwe rubrieken. Zo ging presentatrice Zwart in interview met BN'ers om na te gaan wat ze vroeger als kind droegen.

## Einde
Na 2021 ging Hip voor Nop op in de nieuwe productie CHICA. Dit programma ging in januari 2022 in première.